# Sommet de l'Organisation du traité de coopération amazonienne de 2023
Le sommet de l'Organisation du traité de coopération amazonienne de 2023, aussi appelé sommet des pays de l'Amazone de 2023 ou sommet de l'Amazone de 2023, est une conférence diplomatique des pays membres de l'Organisation du traité de coopération amazonienne et de pays invités qui se tient du 8 au 9 août 2023 à Belém, au Brésil. Au cours de ce sommet est annoncée la création de l'Alliance amazonienne de combat contre la déforestation. De plus, la ville accueillera en 2030 la COP30.

## Polémique sur la Guyane française
Alors que le président brésilien Lula a convié son homologue français Emmanuel Macron au sommet, ce dernier refuse de s'y rendre et se fait représenter par l'ambassadrice de France au Brésil, Brigitte Collet, et ce malgré le fait que la forêt amazonienne recouvre 90 % du territoire de la Guyane, ce qui provoque de vives réactions notamment sur les réseaux sociaux.